# Освіго (Іллінойс)
Освіго (англ. Oswego) — селище (англ. village) в США, в окрузі Кендалл штату Іллінойс. Населення — 34 585 осіб (2020).

## Географія
Освіго розташоване за координатами 41°41′0″ пн. ш. 88°20′20″ зх. д. / 41.68333° пн. ш. 88.33889° зх. д. (41.683220, -88.338849).  За даними Бюро перепису населення США в 2010 році селище мало площу 40,49 км², з яких 40,22 км² — суходіл та 0,27 км² — водойми.

## Демографія
Згідно з переписом 2010 року, у селищі мешкало 30 355 осіб у 9935 домогосподарствах у складі 8027 родин. Густота населення становила 750 осіб/км².  Було 10388 помешкань (257/км²).
Расовий склад населення:
| - 85,6 % — білих - 5,2 % — чорних або афроамериканців - 3,4 % — азіатів - 0,2 % — корінних американців - 3,2 % — осіб інших рас |

До двох чи більше рас належало 2,2 %. Частка іспаномовних становила 11,7 % від усіх жителів.
За віковим діапазоном населення розподілялося таким чином: 32,6 % — особи молодші 18 років, 60,6 % — особи у віці 18—64 років, 6,8 % — особи у віці 65 років та старші. Медіана віку мешканця становила 33,9 року. На 100 осіб жіночої статі у селищі припадало 96,7 чоловіків;  на 100 жінок у віці від 18 років та старших — 92,4 чоловіків також старших 18 років.
Середній дохід на одне домашнє господарство  становив 105 577 доларів США (медіана — 96 825), а середній дохід на одну сім'ю — 111 519 доларів (медіана — 102 555). Медіана доходів становила 63 293 долари для чоловіків та 52 475 доларів для жінок. За межею бідності перебувало 3,4 % осіб, у тому числі 5,9 % дітей у віці до 18 років та 3,9 % осіб у віці 65 років та старших.
Цивільне працевлаштоване населення становило 17 179 осіб. Основні галузі зайнятості: освіта, охорона здоров'я та соціальна допомога — 23,5 %, виробництво — 12,7 %, транспорт — 12,1 %, науковці, спеціалісти, менеджери — 11,8 %.